# Antonín Adamec
Antonín Adamec (9. června 1853 Nemojany – 24. května 1913 Brno) byl český římskokatolický kněz, pedagog, literát a kanovník Královské stoliční kapituly sv. Petra a Pavla v Brně.

## Život
Narodil se 9. června 1853 v Nemojanech jako nejstarší syn Vavřince Adamce a Marie Adamcové roz. Bastlové. Po základní škole byl přijat na vyšší gymnázium slovanské v Brně, kde roku 1873/1874 úspěšně odmaturoval. Roku 1874 vstoupil do Biskupského bohosloveckého semináře v Brně a na kněze byl vysvěcen 24. července 1878. Po vysvěcení působil jako kooperátor v Újezdě u Brna a jako administrátor farnosti Letonice. Poté byl kooperátorem v Zábrdovicích. V letech 1881/1882 byl prefektem chlapeckého semináře a výpomocným katechetou na prvním německém gymnáziu v Brně.
Roku 1887 se stal spirituálem Brněnského bohosloveckého ústavu a poté taky titulárním konzistorním radou a asesorem biskupské konzistoře. Roku 1910 byl jmenován kanovníkem Královské stoliční kapituly sv. Petra a Pavla v Brně.
Zemřel 24. května 1913 v Brně. Je pohřben v hrobce kanovníků Ústředního hřbitova v Brně.